# シャーヒーン・ブーシェフルFC
シャーヒーン・パールス・ジュヌービー・ブーシェフルFC (英語: Shahin Pars Junubi Bushehr Football Club、ペルシア語: باشگاه فوتبال شاهین پارس جنوبی بوشهر) 、通称シャーヒーン・ブーシェフル (英語: Shahin Bushehr) は、イランのブーシェフルを本拠地とするサッカークラブである。現在はアーザーデガーン・リーグに所属している。ホームゲームはシャヒード・ベヘシュティー・スタジアムで開催している。

## 歴史

### シャーヒーンFC (1942–1967)
シャーヒーンFCは1942年に教師であるDr.Abbas Ekramiにより創設された。Ekramiは若い生徒たちの助けを借りてクラブを創設し、
| 「                 | اول اخلاق، دوم درس، سوم ورزش 「一.倫理、ニ.教育、三.スポーツ」 | 」 |
| —Shahin F.C. Motto |                                                                |    |

という標語のもとにクラブを運営していた。
シャーヒーンはパルヴィーズ・デフダーリーやマスウード・ボルーマンド、ホマーユーン・ベフザーディー、ジャアファル・カーシャーニー、ホセイン・カラーニー、ハミード・シールザーデガーンといった才能ある選手を輩出した他、サッカーイラン代表へも何人も選手を送り込んでいた。これらの選手は1960年代にシャーヒーンを有名クラブへと押し上げたが、当時の国内有力スポーツ紙「Keihan Varzeshi」によればその人気はイラン・イスラム共和国サッカー連盟にとって脅威であると写った。
彼らの関係は次第に悪化し、1967年7月9日、シャーヒーンがテフラーンジャヴァーンFCを3-0で破った二日後にイランスポーツ組織委員会はシャーヒーンFCを解散すると宣言した。国内リーグへの参加はできなくなり、パス、ラーフ・アーハン、オガーブといった他のクラブはシャーヒーン所属選手との契約を行った。

### 設立
その後クラブは再びシャーヒーン・ブーシェフルとして設立されたものの、イランのサッカーピラミッドの最下部層から再びスタートすることとなった。1994-95シーズンには1部リーグへと昇格したものの、多くのシーズンを2部リーグで過ごしていた。シャーヒーン・ブーシェフルは2007年にシャーヒーン・パールス・ジュヌービー・ ブーシェフルと改名、2009年にイラン・プロリーグへと昇格した。クラブは現在ブーシェフル州・アサルーイェに拠点を置く「Pars Special Economic Energy Zone」が所有している。

### 1部昇格
クラブは2008-09シーズンに昇格プレーオフにおいてシャフルダーリー・タブリーズFCを3-2で下してイラン・プロリーグへと昇格した。2009–2010シーズン、シャーヒーン・ブーシェフルは「シーズンで一度もレッドカードを出されたことのないクラブ」という記録を達成した。

## チームカラー
ホームゲームのユニフォームの色は白と黒で構成されており、赤や黄色がユニフォームの色として使われることもある。アウェー用ユニフォームは基本的に赤をベースとしている。

## スタジアム
クラブは現在ブーシェフルにある15,000人収容のシャヒード・ベヘシュティー・スタジアムでプレーしている。

## 歴代監督
| 氏名               | 国籍       | 就任           | 辞任           |
| ------------------ | ---------- | -------------- | -------------- |
| Rasoul Hasanpour   | イランの旗 | 1974年9月29日  | 1994年9月5日   |
| Ahmad Tourani      | イランの旗 | 1994年9月5日   | 1995年1月3日   |
| Hamid Kololi Fard  | イランの旗 | 1995年1月3日   | 2006年2月4日   |
| Reza Vatankhah     | イランの旗 | 2006年3月1日   | 2006年11月1日  |
| Naeim Saadavi      | イランの旗 | 2006年11月1日  | 2007年2月17日  |
| Hamid Kololi Fard  | イランの旗 | 2007年2月17日  | 2007年5月14日  |
| Naeim Saadavi      | イランの旗 | 2007年6月5日   | 2007年11月29日 |
| Nosrat Irandoost   | イランの旗 | 2007年12月2日  | 2008年5月30日  |
| Hamid Kololi Fard  | イランの旗 | 2008年6月1日   | 2009年9月1日   |
| Mahmoud Yavari     | イランの旗 | 2009年9月1日   | 2010年5月14日  |
| Hamid Estili       | イランの旗 | 2010年6月16日  | 2011年4月6日   |
| Akbar Misaghian*   | イランの旗 | 2011年4月6日   | 2011年6月22日  |
| Hamid Derakhshan   | イランの旗 | 2011年6月22日  | 2011年10月5日  |
| Firouz Karimi      | イランの旗 | 2011年10月6日  | 2012年2月6日   |
| Hamid Derakhshan   | イランの旗 | 2012年2月13日  | 2012年4月3日   |
| Asghar Kamyab*     | イランの旗 | 2012年4月3日   | 2012年7月18日  |
| Hamid Kololi Fard  | イランの旗 | 2012年7月18日  | 2012年11月11日 |
| Ali Hanteh         | イランの旗 | 2012年11月11日 | 2012年11月20日 |
| Masoud Palizdan    | イランの旗 | 2012年11月20日 | 2013年7月21日  |
| Mehdi Ghanbari     | イランの旗 | 2013年7月21日  | 2013年12月31日 |
| Abdolreza Baziyari | イランの旗 | 2013年12月31日 | 2015年9月4日   |
| Asghar Kamyab      | イランの旗 | 2015年9月4日   | 現在           |

- * = 暫定監督

## シーズン別の成績
2004年以降の成績を以下に示す。
| シーズン | ディヴィジョン | リーグ                   | 順位 | ハズフィー・カップ | 註   |
| -------- | -------------- | ------------------------ | ---- | ------------------ | ---- |
| 1993-94  | 2              | イラン2部リーグ          | 2位  | 1回戦敗退          | 昇格 |
| 1994-95  | 1              | アーザーデガーン・リーグ | 12位 | 1回戦敗退          | 降格 |
| 1995-03  | 2              | イラン2部リーグ          | 1位  |                    | 昇格 |
| 2004-05  | 2              | アーザーデガーン・リーグ | 7位  | 1回戦敗退          |      |
| 2005-06  | 2              | アーザーデガーン・リーグ | 4位  | 1回戦敗退          |      |
| 2006-07  | 2              | アーザーデガーン・リーグ | 9位  | 1回戦敗退          |      |
| 2007-08  | 2              | アーザーデガーン・リーグ | 8位  | 1回戦敗退          |      |
| 2008-09  | 2              | アーザーデガーン・リーグ | 2位  | 3回戦敗退          | 昇格 |
| 2009-10  | 1              | イラン・プロリーグ       | 13位 | ベスト8            |      |
| 2010-11  | 1              | イラン・プロリーグ       | 14位 | ベスト8            |      |
| 2011-12  | 1              | イラン・プロリーグ       | 17位 | 準優勝             | 降格 |
| 2012-13  | 2              | アーザーデガーン・リーグ | 12位 | ベスト16           | 降格 |
| 2013-14  | 3              | イランサッカーリーグ2部  | 14位 |                    | 降格 |
| 2014-15  | 4              | イランサッカーリーグ3部  | 11位 |                    | 昇格 |
| 2015-16  | 3              | イランサッカーリーグ2部  |      |                    |      |